# Marjan Šarec
Marjan Šarec (ur. 2 grudnia 1977 w Lublanie) – słoweński polityk, dziennikarz, komik i samorządowiec, burmistrz Kamnika (2010–2018), kandydat na urząd prezydenta Słowenii, poseł do Zgromadzenia Państwowego, założyciel i lider partii Lista Marjana Šarca, w latach 2018–2020 premier Słowenii, od 2022 do 2024 minister obrony, deputowany do Parlamentu Europejskiego X kadencji.

## Życiorys
W 1996 ukończył szkołę średnią w Lublanie, a w 2001 studia aktorskie w stołecznej Akademii Teatru, Radia, Filmu i Telewizji (AGRFT). Został dziennikarzem publicznego nadawcy Radiotelevizija Slovenija. Zajął się później działalnością satyryczną, zyskał popularność dzięki występom radiowym, w których parodiował m.in. słoweńskich polityków. Imitował takie osoby jak Janez Drnovšek, Karl Erjavec, Anton Rop, Jelko Kacin czy Janez Janša. Wcielał się też w fikcyjną postać Ivana Serpentinška.
W 2010 został wybrany na urząd burmistrza Kamnika. W 2014 z powodzeniem ubiegał się o reelekcję. Przez pewien czas działał w ugrupowaniu Pozytywna Słowenia.
W maju 2017 ogłosił swoją kandydaturę w wyborach prezydenckich przewidzianych na październik tegoż roku. Zarejestrował ją dzięki zebraniu 3000 podpisów słoweńskich obywateli. W pierwszej turze głosowania z 22 października otrzymał 24,76% głosów, zajmując 2. miejsce wśród 9 kandydatów. Przeszedł tym samym do drugiej tury wyborów z ubiegającym się o reelekcję Borutem Pahorem, który dostał 47,21% głosów. W głosowaniu z 12 listopada 2017 otrzymał 46,91% głosów, przegrywając ze swoim konkurentem.
W czerwcu 2018 wystartował ze swoim ugrupowaniem pod nazwą Lista Marjana Šarca w wyborach parlamentarnych. LMŠ zajęła drugie miejsce i uzyskała 13 mandatów, z których jeden przypadł jej liderowi, który zrezygnował następnie z funkcji burmistrza. W sierpniu 2018 posłowie pięciu ugrupowań centrowych i centrolewicowych (LMŠ, SD, SMC, DeSUS i SAB) wysunęli jego kandydaturę na urząd premiera. 17 sierpnia parlament większością 55 głosów desygnował go na urząd premiera, rozpoczynając tym samym formalną procedurę stworzenia rządu; kandydatura uzyskała wówczas także poparcie partii Lewica oraz posłów mniejszości narodowych. 13 września Zgromadzenie Państwowe głosami 45 posłów zatwierdziło skład jego mniejszościowego rządu, co zakończyło procedurę powołania gabinetu.
27 stycznia 2020, na skutek kryzysu rządowego wywołanego projektowaną reformą systemu opieki zdrowotnej i rezygnacją ministra finansów Andreja Bertoncelja, Marjan Šarec podał się do dymisji. Zakończył urzędowanie 13 marca 2020, gdy nowa parlamentarna koalicja powołała trzeci rząd Janeza Janšy. W wyborach w 2022 jego ugrupowanie nie przekroczyło wyborczego progu. W czerwcu 2022 z rekomendacji Ruchu Wolności objął funkcję ministra obrony w rządzie Roberta Goloba. W tym samym miesiącu jego ugrupowanie podjęło decyzję o przyłączeniu się do Ruchu Wolności. W 2024 z ramienia tej formacji polityk uzyskał mandat posła do Europarlamentu X kadencji, w konsekwencji w lipcu tegoż roku odszedł z rządu.